# 鳥取県道189号高路古海線
鳥取県道189号高路古海線（とっとりけんどう189ごう こうろふるみせん）は、鳥取県鳥取市を通る一般県道である。

## 概要
鳥取市高路から鳥取市緑ケ丘1丁目に至る。終点が鳥取市緑ケ丘1丁目になったのは、鳥取市による2001年（平成13年）2月12日付での住居表示実施に伴って町域分割・改称が行われたためである。

### 路線データ
- 起点：鳥取県鳥取市高路
- 終点：鳥取県鳥取市緑ケ丘1丁目（千代橋西詰交差点、鳥取県道41号鳥取港線本線・鳥取県道41号鳥取港線支線交点）

## 歴史
- 1995年（平成7年）3月31日 - 鳥取県告示第307号により、鳥取市古海・古海北交差点 - 同・鳥取大正郵便局交差点間（333 m）が鳥取市に移管され、鳥取市道2014090号古海54号線に移行した。これに伴い、路線が短縮され、終点が鳥取市古海・古海北交差点に変更された[2]。
- 1999年（平成11年）3月31日 - 鳥取県告示第230・232・234号により、鳥取県道41号鳥取港線のうち鳥取市古海・千代大橋西詰交差点 - 同・千代橋西詰交差点間を当路線に編入し、鳥取市古海・古海北交差点 - 同・千代大橋西詰交差点間は鳥取県道21号鳥取鹿野倉吉線との重用区間なった。これに伴い、路線が延長され、終点が鳥取市古海・千代橋西詰交差点に変更された[3]。
- 2001年（平成13年）2月12日 - 2月9日付鳥取県告示第50号により、住居表示実施に伴って町域分割・改称が行われ、終点の地名表記が変更された[1]。

## 路線状況

### 重複区間
- 鳥取県道21号鳥取鹿野倉吉線（鳥取市古海・古海北交差点 - 鳥取市古海・千代大橋西詰交差点）

## 地理

### 通過する自治体
- 鳥取県
  - 鳥取市

### 交差する道路
| 交差する道路                                                   | 交差する場所 | 交差する場所            |
| -------------------------------------------------------------- | ------------ | ----------------------- |
| 鳥取市道2010165号上原猪子線 / 鳥取広域農道                     | 有富         |                         |
| 鳥取市道2010160号野寺北村線                                    | 北村         |                         |
| 国道9号 / 鳥取西道路                                           | 本高         | [ 注釈 1 ]              |
| 国道29号 国道53号 / 別線 重複 国道373号 / 別線 重複            | 古海         | 古海交差点              |
| 鳥取県道21号鳥取鹿野倉吉線 重複区間起点                        | 古海         | 古海北交差点            |
| 鳥取県道21号鳥取鹿野倉吉線 重複区間終点 鳥取県道42号鳥取河原線 | 古海         | 千代大橋西詰交差点      |
| 鳥取県道41号鳥取港線 / 本線 鳥取県道41号鳥取港線 / 支線        | 緑ケ丘1丁目  | 千代橋西詰交差点 / 終点 |

### 交差する鉄道
- 山陰本線

### 沿線
- 鳥取市立東郷小学校
- 鳥取市立大正小学校